# Pseudoclithria mastersii
Pseudoclithria mastersii är en skalbaggsart som beskrevs av Macleay 1871. Pseudoclithria mastersii ingår i släktet Pseudoclithria och familjen Cetoniidae. Inga underarter finns listade i Catalogue of Life.